# 高橋梨香
高橋 梨香（たかはし りか、1979年12月28日 - ）は、埼玉県所沢市出身の女子競輪選手。日本競輪選手会埼玉支部所属、ホームバンクは大宮競輪場。日本競輪学校（当時。以下、競輪学校）第106期生。師匠は早川成矢（78期）。

## 経歴
小学校のときから水泳をはじめ、高校時代にはインターハイのメドレーリレーで2位入賞を果たした。大東文化大学に在学していた頃にトライアスロンに転向、卒業後はアラコ（後にトヨタ車体）に所属し実業団選手として活躍、海外でのレースにも参戦するなどした。だが、世界の壁は厚かっただけでなく日本選手権でも優勝することができず、トライアスロンへの熱は下がっていき、競技は引退。暫くは会社員として過ごしていたが、偶然に見かけたガールズケイリンのネット記事をきっかけに競輪選手を志した。
ガールズ第1期生となる競輪学校第102回生入学試験に適性で受験し、一次試験はパスするも二次試験当日にインフルエンザに罹患してしまい受験できず、不合格となる。翌年の第104回生の試験は両親からの反対に遭い受験しなかったが諦めきれず、さらにその翌年の第106回生の試験は技能で受験し、合格（2012年12月20日）。在校競走成績は8位（9勝）。
2014年5月14日、西武園競輪場でデビューし2着。初勝利は同年6月7日の富山競輪場、初優勝は2017年5月14日のいわき平競輪場で挙げた。
翌日で40歳となる2019年12月27日の小倉FIで優勝したほか、40歳となった2020年も78戦中3着以上が45回と半数以上が車券に絡み、2021年は年末のガールズグランプリ出場権を賭けたガールズグランプリトライアルに2年ぶりに出場選手として選抜されグループB「アメジスト」決勝3着となるなど、コンスタントに上位で活躍を続けている。
2023年9月6日、平塚FI（ナイター）にて上記の2019年12月の小倉FI以来となる優勝を果たす。43歳8か月9日での優勝であり、前日に加瀬加奈子が記録更新したガールズケイリン最年長優勝記録を更新した。さらに11月26日、川崎FIIにて43歳10か月29日で優勝（完全優勝）。自身が9月に記録したガールズケイリン最年長優勝記録を更新した。
2024年は、4月1日の小倉FI初日予選１で勝利し、通算100勝目を達成。8月11日には大垣FIIを完全優勝。44歳7か月14日での優勝であり、加瀬加奈子に一度更新されていたガールズケイリン最年長優勝記録を、自身が再度更新した。
2025年2月14日、高松FII（モーニング）を45歳1か月17日で優勝。さらに3月23日、豊橋FIを45歳2か月23日で優勝し、自身が持つガールズケイリン最年長優勝記録を更新し続けている。

## 主な獲得タイトルと記録
- ガールズケイリン最年長優勝 - 45歳2か月23日、2025年3月23日・豊橋FI[16]